# Bítovánky (Bítovany)
Bítovánky (německy Bitowanik) je malá vesnice, část obce Bítovany v okrese Chrudim. Nachází se asi 1,5 km na jihovýchod od Bítovan. V roce 2009 zde bylo evidováno 11 adres. V roce 2001 zde trvale žilo 31 obyvatel.
Bítovánky leží v katastrálním území Bítovany o výměře 3,49 km2.

## Historie
První chalupy byly postaveny v letech 1703-1710 tehdejšími poddanými držitele panství F. J. ze Schonffeldu a v roce 1738 byly dány do vlastnictví, případně do dědičného nájmu. Tehdy bylo šest chalup úplně skryto ve velké bažantnici, která se prostírala po polích patřících nyní k Bítovánkům a sahala až k nynější silnici, která vede na zastávku ČD. Na druhou stranu byla rozprostřena na polích Na Boháčově a u Spálence, který se tehdy nazýval Spálený les.
Ottův slovník naučný, Sommerův Místopis, Profousův Místopis, Popis okolí chrudimského od Antonína Rybičky a Sedláček, autor Hradů a zámků českých, se shodují, že zpočátku se osada nazývala Bittowanek, Bittowanky, později pak (Sommer) Klein Bittovan a potom Malé Bittovanky, počínaje 19. stoletím Bittowanky. Nicméně první název osady je „Wes w stareg Bittowanskeg Bažantniczy“. Dokladem je gruntovní zápis z roku 1738 a matrika fary žumberecké.
Základem obce bylo šest chalup, postavených po roku 1700. Další rozšiřování obce proběhlo až po roce 1900, kdy byly postaveny čtyři další domky. Číslo 11 byl nejprve špýchárek u čísla 6, ten ale po roce 1930 přestal být trvale obýván a číslo bylo zrušeno. Číslo 11 obdržel v roce 1970 nový domek manželů Štechových. Poslední novostavbou v obci je rekreační domek manželů Doleželových, postavený kolem roku 1995. Ten ale slouží pouze k rekreačním účelům a není trvale obýván.